# 聖卡塔里娜巴拉奧納
聖卡塔里娜巴拉奧納（西班牙語：Santa Catarina Barahona），是危地馬拉的城鎮，位於該國西南部，由薩卡特佩克斯省負責管轄，面積31平方公里，海拔高度1,492米，2002年人口2,957，人口密度每平方公里95.39人。
14°33′N 90°47′W / 14.550°N 90.783°W